# تهوردهر
تهوردهر (به انگلیسی: Thordher) یک منطقهٔ مسکونی در پاکستان است که در خیبر پختونخوا واقع شده‌است.